# Battaglia di Zela (47 a.C.)
La battaglia di Zela, che prende il nome dall'omonima città (oggi Zile, nella Turchia orientale), si svolse nel 47 a.C.: Giulio Cesare sconfisse Farnace II, figlio di Mitridate VI e re del Ponto.
L'esercito del Ponto occupava la collina di Zela, mentre le truppe di Cesare, che a tappe forzate erano appena arrivate dalla Siria attraversando territori desolati, avevano preso possesso di un'altura vicina. Quando ancora i Legionari stavano rinforzando la propria postazione, Farnace ordinò un attacco inaspettato: l'intento era di sorprendere i Romani prima che si riposassero e si riorganizzassero. Inizialmente la mossa ebbe successo e i Romani, che reputavano illogico che il nemico rinunciasse al vantaggio della posizione per attaccare un accampamento in salita, furono colti impreparati e subirono gravi perdite. Superato l'iniziale sbandamento, Cesare riuscì a organizzare le sue quattro Legioni (più addestrate ed esperte dell'esercito nemico) in una linea di difesa, con la VI "Ferrata" a destra, poi la Legione Pontica, la Legione di Deiotaro e la XXXVI Legione sulla sinistra, per poi contrattaccare.
L'esercito del Ponto quindi dovette retrocedere sempre più disordinatamente dalla collina, incalzato dai Romani che facevano strage dei fuggitivi, mentre Farnace e la sua scorta si davano alla fuga.
Fu uno scontro brevissimo, durato solo cinque ore, ma particolarmente cruento; le Legioni di Cesare soffrirono molte perdite, soprattutto nella prima parte della giornata, mentre l'esercito di Farnace, che contava circa 20000 uomini, fu annientato completamente. Dopo la vittoria Cesare si recò a Zela e da lì inviò a Roma il famoso messaggio «Veni, vidi, vici» (letteralmente  «Venni, vidi, vinsi»).